# 젖혀잇기
젖혀잇기 또는 젖혀이음은 상대방 진영으로 젖힌 다음 이어서 모양을 갖추는 일 또는 그 수를 뜻한다. '제2선' 또는 '제1선'에서의 젖혀이음이 있다.